# جامع الفتح
جامع الفتح يقع في العاصمة دمشق في منطقة ركن الدين، يعد محمد السلطي مشرف على تحفيظ القرآن الكريم في الجامع، وهشام قدسي خطيباً له.